# FK Hajduk Kula
Fudbalski klub Hajduk Kula (sârbă Фудбалски клуб Хајдук Кула) este un club de fotbal din Kula care joacă în Superliga Sârbă. Echipa susține meciurile de acasă pe Stadionul Hajduk cu o capacitate de 11.000 de locuri.